# توفر گریس
تافِر گِرِیس (به انگلیسی: Topher Grace) (زاده ۱۲ ژوئیه ۱۹۷۸) بازیگر آمریکایی است.
از فیلم‌های معروف او می‌توان به بازی در فیلم‌های یازده یار اوشن و مردعنکبوتی ۳ اشاره کرد.

## زندگی شخصی
او در سال ۲۰۱۶ با بازیگر آمریکایی اشلی هینشاو ازدواج کرد. یک فرزند نیز دارد.

## فیلم‌شناسی
فهرست فیلم‌هایی که توفر گریس در آنها به ایفای نقش پرداخته‌است:
- قاچاق
- یازده یار اوشن
- دوازده یار اوشن
- مرد عنکبوتی ۳
- روز والنتاین
- غارتگران
- امشب منو ببر خونه
- در میان ستارگان
- عروسی بزرگ
- غیر مرگبار
- یک جمع خوب
- لبخند مونا لیزا
- پی. اس
- افراط آمریکایی
- حقیقت
- ماشین جنگ
- بازی آرام نقش
- بدل
- تاثیرات شخصی
- سرسخت
- صدا زدن
- شب افتتاحیه
- برنده یک قرار با تاد همیلتون!